# Кюрий
| 96        | Кюрий |
| Cm(247)   |       |
| 5f76d17s2 |       |

Кю́рий (химический символ — Cm, от лат. Curium) — химический элемент 3-й группы (по устаревшей классификации — побочной подгруппы третьей группы, IIIB) седьмого периода периодической системы химических элементов Д. И. Менделеева, с атомным номером 96.
Относится к семейству актиноидов.
Простое вещество кюрий — это синтезированный радиоактивный трансурановый металл серебристого цвета.

## История
После завершения работ, связанных с получением плутония, внимание исследователей Металлургической лаборатории (ныне — Аргоннская национальная лаборатория) было обращено на синтез и идентификацию новых трансурановых элементов. В этой работе участвовали Г. Сиборг, А. Гиорсо, Л. О. Морган и Р. А. Джеймс. На протяжении довольно длительного периода синтезировать и идентифицировать элементы № 95 и № 96 не удавалось, так как предполагалось, что они будут иметь сходство с плутонием и довольно легко окисляться до шестивалентного состояния. Но в 1944 году, когда было установлено, что эти элементы являются аналогами лантаноидов и входят в отдельную группу элементов, называемую актиноидами, открытие состоялось.
Первым, в 1944 году, был открыт кюрий. Его получили при бомбардировке 239Pu α-частицами.
{\displaystyle \mathrm {{}_{94}^{239}Pu} +\mathrm {{}_{2}^{4}He} \rightarrow \mathrm {{}_{96}^{242}Cm} +\mathrm {{}_{0}^{1}n} }
Разделение америция и кюрия было сопряжено с большими трудностями, так они очень схожи по своим химическим свойствам. Трудность разделения отображена в первоначальных названиях элементов «пандемониум» и «делириум», что в переводе с латыни означает «ад» и «бред».
Они были разделены методом ионного обмена с использованием ионообменной смолы дауэкс-50 и α-оксиизобутирата аммония в качестве элюента.
Кюрий был впервые выделен в чистом виде Л. В. Вернером и И. Перлманом в 1947 году в виде гидроксида, полученного из гидроксида америция, подвергнутого облучению нейтронами.

## Происхождение названия
Назван в честь Пьера и Марии Кюри — по примеру расположенного в периодической таблице прямо над ним гадолиния, названного в честь химика Юхана Гадолина. В символе элемента (Cm) его латинского названия первая буква обозначает фамилию Кюри, вторая — имя Марии, а также последнюю в его полном названии — Curium.

## Физические свойства
Полная электронная конфигурация атома кюрия: 1s22s22p63s23p64s23d104p65s24d105p66s24f145d106p65f76d17s2.
Кюрий — это мягкий металл серебристо-белого цвета.  Радиоактивен, вследствие α-распада светится в темноте. Наиболее устойчивые изотопы — 247Cm (период полураспада 15,8 млн лет) и 248Cm (период полураспада 340 тыс лет).

## Химические свойства
Наиболее стабильная степень окисления кюрия в водном растворе — +3. В степени окисления +4 кюрий присутствует в твёрдых оксиде кюрия(IV) и фториде кюрия(IV), в степени окисления  +6 — в соединениях с катионом CmO2+
2. Разбавленные водные растворы солей Cm3+ бесцветны;  для концентрированных растворов характерна бледно-зелёная или  желтоватая окраска, в темноте они светятся бледно-голубым цветом.
Изучение химии кюрия осложнено его высокой радиоактивностью: растворы его солей подвержены интенсивному разогреву и радиолизу.

## Получение
Определённые изотопы кюрия производят в атомных реакторах. Путём последовательного захвата нейтронов ядрами элемента-мишени, в качестве которых могут выступать  уран или плутоний, происходит накопление атомов кюрия. Одна тонна отработанного ядерного топлива содержит около 20 грамм кюрия. После накопления кюрия в достаточных количествах его выделяют методами химической переработки, концентрируют и вырабатывают оксид кюрия.
Кюрий — крайне дорогой металл. На 2014 год он используется только в самых важных областях ядерных технологий. Тем не менее, в США и России существуют так называемые кюриевые программы, основной задачей которых являются:
- Максимальное увеличение количества кюрия в облучённом топливе.
- Максимальное сокращение сроков наработки кюрия.
- Разработка рациональных технологий облучения топлива и разработка топливных композиций.
- Снижение цен на кюрий.

Это связано с тем, что спрос на кюрий в основных его областях использования многократно превышает предложение. Получение достаточных количеств кюрия способно решить проблему производства компактных космических реакторов, самолётов с ядерными двигателями и др.
Согласно отчёту комиссии РАН под руководством академика В. А. Тартаковского от 23 апреля 2010 года, на исследовательских реакторах ГНЦ НИИАР (г. Димитровград) создана уникальная технология производства кюрия-244.

## Изотопы и их применение
Кюрий-242 в виде окиси (плотность около 11,75 г/см3 и период полураспада 162,8 суток) применяется для производства компактных и чрезвычайно мощных радиоизотопных источников энергии (энерговыделение около 1169 Вт/см3), при этом 1 грамм металлического кюрия-242 выделяет около 120 Вт. Несмотря на относительно небольшой период полураспада, продуктом его альфа-распада является заметно более долгоживущий плутоний-238, благодаря чему источник тепла на основе кюрия-242 служит заметно дольше, чем, например, полониевый, но при этом заметно теряет в тепловыделении (поскольку у дочернего продукта распада заметно меньше удельная активность, и, следовательно, удельное тепловыделение). Интегральная энергия альфа-распада одного грамма кюрия-242 за год составляет приблизительно 480 кВт·ч.
Другой важной областью применения кюрия-242 является производство нейтронных источников высокой мощности для «поджигания» (запуска) специальных атомных реакторов.
Сходными свойствами обладает более тяжёлый изотоп кюрия — кюрий-244 (период полураспада 18,11 года). Он также является альфа-излучателем, но его энерговыделение ниже, около 2,83 Вт/грамм. Кюрий-244 с вероятностью на уровне 1,37·10−6  способен к спонтанному делению, что вносит существенный вклад в нейтронный радиационный фон от отработавшего ядерного топлива некоторых реакторов.
Кюрий-245 (период полураспада 8,25 тыс. лет) перспективен для создания компактных атомных реакторов с сверхвысоким энерговыделением. Изыскиваются способы рентабельного производства этого изотопа, который является почти чистым альфа-излучателем (вероятность спонтанного деления 6,1·10−9).
Самым долгоживущим изотопом кюрия является альфа-активный (без признаков других типов радиоактивного распада) кюрий-247, период полураспада которого составляет 15,6 млн лет.

## Кюрий как источник нейтронов
Четные изотопы кюрия обладают высокой интенсивностью спонтанного деления — миллионы и десятки миллионов делений на грамм в секунду, это на четыре порядка больше, чем изотопы плутония, и на 8—9 порядков больше, чем изотопы урана, при этом каждое деление дает в среднем 3 нейтрона. Поэтому кюрий иногда используется как компактный источник нейтронов, например, для нейтронно-активационного анализа (именно такой источник был установлен на марсоходе Кьюриосити). Благодаря высокой интенсивности спонтанного деления, именно изотопы кюрия вносят основной вклад в нейтронный фон ОЯТ, несмотря на то, что содержание кюрия в нем не превышает 40 г/т.

## Безопасность
При употреблении кюрия только 0,05 % его всасывается в организм, из этого количества 45 % откладывается в печени (период полувыведения — около 20 лет), 45 % — в костях (период полувыведения — около 50 лет), остальные 10 % выводятся из организма. При попадании в организм кюрий нарушает процесс образования эритроцитов.  Внутривенное введение растворов солей кюрия крысам приводило к опухоли костей, а вдыхание кюрия — к раку лёгких и раку печени.
Некоторые продукты распада кюрия испускают сильное бета- и гамма-излучение.
Изотопы кюрий-242 и кюрий-244 обладают исключительно высокой радиотоксичностью, притом кюрий-242 с более коротким периодом полураспада является крайне сильным ядом, значительно опаснее кюрия-244. Токсичность кюрия, как и токсичность всех трансурановых элементов, зависит от изотопного состава, и возрастает с увеличением доли относительно короткоживущих альфа-излучающих нуклидов.